# Aegomorphus piperatus
Aegomorphus piperatus es una especie de escarabajo longicornio del género Aegomorphus, tribu Acanthoderini, subfamilia Lamiinae. Fue descrita científicamente por Gahan en 1892.

## Descripción
Mide 12 milímetros de longitud.

## Distribución
Se distribuye por México.